# Obrazowanie Zeemana-Dopplera

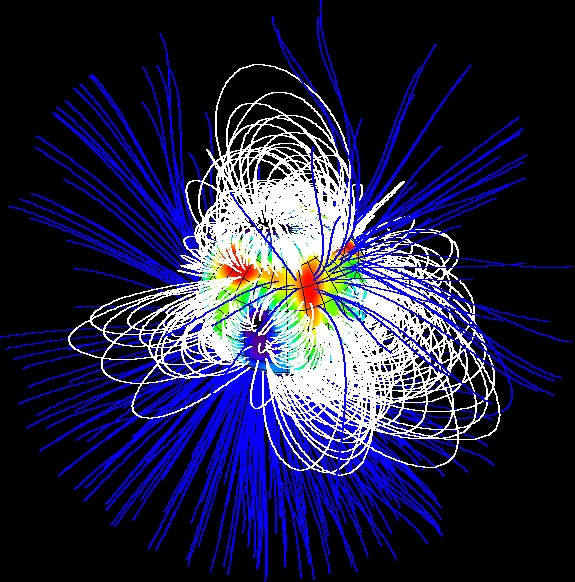
Powierzchniowe pole magnetyczne SU Aurigae (młodej gwiazdy typu T Tauri), zrekonstruowane przy pomocy obrazowania Zeemana–Dopplera

Obrazowanie Zeemana–Dopplera – technika tomograficzna, wykorzystywana w astrofizyce do uzyskiwania obrazów pól magnetycznych gwiazd.
Metoda wykorzystuje zdolność pól magnetycznych do polaryzacji światła wyemitowanego (lub pochłoniętego) w liniach spektralnych, utworzonych w atmosferze gwiazdy (efekt Zeemana). Okresowa modulacja sygnatur Zeemana podczas rotacji gwiazdy jest wykorzystywana do iteracyjnego odtworzenia wektorowego pola magnetycznego na jej powierzchni.
Ta technika opiera się na rekonstrukcji obrazu dzięki zasadzie maksymalizacji entropii - dostarcza najprostszą geometrię pola magnetycznego (jako rozwinięcie harmonik sferycznych) do różnych rozwiązań zgodnych z danymi.
Obrazowanie Zeemana-Dopplera jest pierwszą techniką umożliwiającą rekonstrukcję wektorowej geometrii magnetycznej gwiazd podobnych do Słońca. Stwarza obecnie szansę do podjęcia regularnych badań magnetyzmu gwiazd i dostarczania informacji o geometrii dużych łuków, które pola magnetyczne są w stanie wytworzyć nad powierzchnią gwiazdy. Do zbierania informacji, związanych z obrazowaniem Zeemana-Dopplera, astronomowie używają spektropolarymetrów, np. ESPaDOnS w CFHT na Mauna Kea (Hawaje) czy NARVAL w teleskopie Bernard Lyot (Pic du Midi de Bigorre, Francja).